# Francesco Giudice
Francesco Giudice (* 1. März 1855 in Codevilla, Provinz Pavia; † 11. August 1936) war ein italienischer Mathematiker.
Er studierte ab 1872 in Pavia und 1875 bis 1877 an der Ingenieurschule in Turin. Nach seiner Promotion zum Dr. math. wurde er 1881 Professor für Mathematik am Lyceum in Arezzo und 1886 in Palermo. Ab 1892 war er am  technischen Institut in Genua, ab 1897 Dozent für höhere Analysis an der Universität und ab 1900 an der Marineschule in Pavia.